# Nocturne (videogioco)
Nocturne è un videogioco survival horror del 1999 prodotto da Terminal Reality.

## Trama
Nel gioco si vestiranno i panni di un cacciamostri della Spookhouse che si fa chiamare col soprannome di "Straniero".

Il gioco presenta 4 avventure chiamate "Volumi", ambientate tra gli anni venti e gli anni quaranta del Novecento che potranno essere giocate in qualsiasi ordine, più una che si sbloccherà al completamento di tutti i volumi precedenti.

### Il Regno del Male del Re Vampiro
La prima avventura è ambientata in una sperduta area della Germania, nel 1927, nei pressi del Castello di Gaustadt.

Quest'area è infestata sia dai lupi mannari che dai vampiri creati dal Conte Voicu, signore del Castello di Gaustadt, reso quasi invincibile dai poteri attribuitigli dalla pietra Yatfoe Ghuole.

### La Tomba del Dio Sotterraneo
La seconda avventura è ambientata nella cittadina di Redeye, in Texas, nel 1931, dove i morti hanno cominciato a resuscitare dalle tombe.

### Il Massacro della Città battuta dal Vento
La terza parte del gioco è ambientata in una Chicago, nel 1933, sotto la morsa di ferro dei gangster di Al Capone, che, grazie a una tecnologia messa a punto dal medico tedesco Loathring, ha creato un esercito di mafiosi resuscitati che dominano letteralmente la città.

### La Casa al Limite dell'Inferno
La quarta parte del gioco ha luogo in Francia, nel 1935, nella casa di un ex membro della Spookhouse, tale Hamilton Killian, che abbandonò l'associazione in seguito alla trasformazione della moglie in vampiro.

### Epilogo
Infine, il quinto volume intitolato "Epilogo", vedrà lo Staniero tornare alla Spookhouse senza trovare altro che brandelli di molti dei componenti dell'agenzia. La porta della sala riunioni risulterà chiusa e potrà essere aperta con una chiave presente nella sala autopsie, dove si può recuperare anche una batteria per prolungare la carica della torcia, anche se non ci sarà alcun bisogno di usarla essendoci le luci nelle varie stanze.
Aprendo la porta della sala riunioni, ci si imbatterà in un messaggio insanguinato che fa da introduzione per un sequel, oltre a far pensare che ad attaccare la Spookhouse siano stati i mannari.

## Personaggi
- Lo "Straniero": è il miglior agente della Spookhouse e il protagonista del gioco. È equipaggiato con due Colt M1911 dotate di laser, nelle quali è possibile inserire diversi tipi di proiettili: normali, d'argento, al mercurio e all'acqua vampira
- Colonnello Cedric Feldspar Hapscomb: attuale capo della Spookhouse. Era di stanza a Bombay negli ultimi anni della dominazione britannica, ma fu ferito a morte e riportato in vita con metodi soprannaturali. Rimasto comunque dichiarato morto agli occhi dell'Impero, rimase libero di diventare un cacciatore di animali prima, e di esseri sovrannaturali poi alla Spookhouse
- Svetlana Lupescu: nata in Romania da padre vampiro e madre umana, entra nella Spookhouse da giovanissima. Ripudiata dai vampiri e dalla famiglia umana della madre in quanto mezzosangue, dà la caccia agli esseri soprannaturali e ai vampiri usando delle lame affilatissime attaccate agli avambracci
- Elspeth "Doc" Holliday: dottoressa e scienziata della Spookhouse. Si occupa delle autopsie, dello studio dei mostri e della realizzazione di armi per sconfiggerli
- Moloch: un demone molto potente che ha tradito gli inferi per unirsi alla Spookhouse e aiutarli fornendogli informazioni sul mondo sotterraneo e aiutandoli a sigillare una delle porte di accesso all'inferno in Nepal
- Hiram Mottra: il sensitivo della Spookhouse. Non può effettivamente leggere nel pensiero ma sa percepire il pericolo imminente, soprattutto verso se stesso, anche se gli altri agenti liquidano il tutto come semplici paranoie di Hiram
- Scat Dazzle: il partner dello Straniero. Muore poco prima dell'arrivo di quest'ultimo a Redeye, la città degli zombie, ma poiché è posseduto dallo spirito immortale del barone Samedi, Scat può essere riportato in vita
- Khen Rigzin: un monaco tibetano, maestro di arti marziali che risiede nella Spookhouse aiuta i membri della stessa agenzia ad affinare le loro capacità di lotta
- Sammy "Haystack" Kayo: un ex pugile un po' sempliciotto che cerca di affinare le sue doti di combattimento esercitandosi con Moloch
- Vincenzo "Rompighiaccio" Gasparro: uno dei primi mafiosi di Al Capone riportato in vita dallo scienziato Loathring. Non accetta il suo destino e chiama la Spookhouse per intervenire

## Sequel e spin-off
I tre videogiochi basati sul film The Blair Witch Project fungono da semi-seguito/spin-off di Nocturne: nel primo videogioco la protagonista è difatti l'agente Ellspeth "Doc" Holliday, uno dei personaggi secondari di Nocturne. Inoltre, lo Straniero fa diverse apparizioni durante il gioco.